# بيرت برينكمان
بيرت برينكمان (بالهولندية: Bert Brinkman)‏ هو لاعب كرة الماء هولندي، ولد في 4 أبريل 1968 في Nijverdal ‏ في هولندا.

## وصلات خارجية
- بيرت برينكمان على موقع الاتحاد الدولي للسباحة (الإنجليزية)
- بيرت برينكمان على موقع أوليمبيديا (الإنجليزية)